# Ubrousek

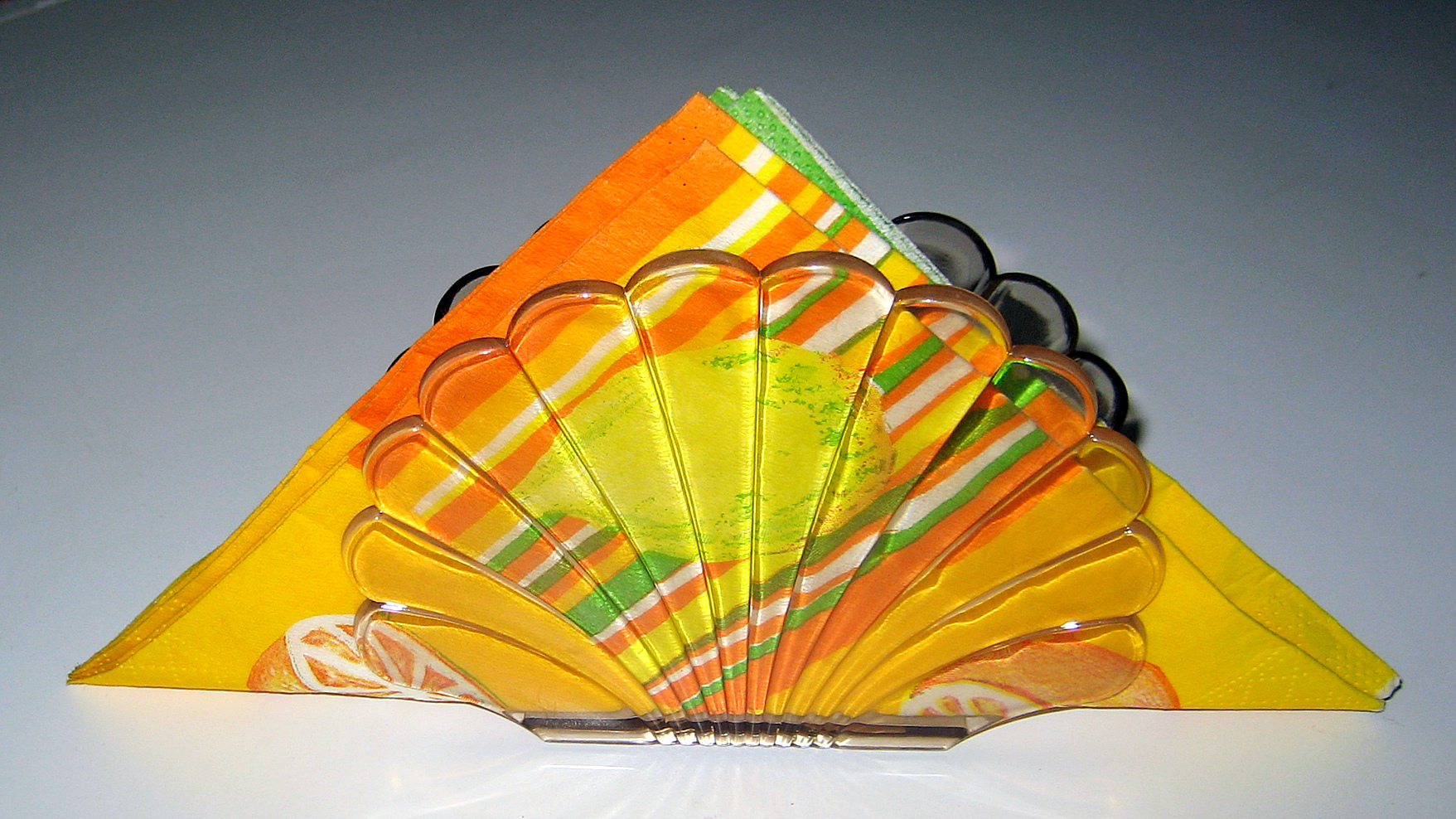
Ubrousek

Ubrousek je jedna ze základních hygienických potřeb. Má čtvercový nebo obdélníkový tvar a bývá vyroben nejčastěji z papíru, látky či jiných materiálů. Je velmi podobný kapesníku, který se používá k čištění nosu při rýmě. Ubrousek má mnoho zajímavých využití, které jsou nám k dispozici v běžném životě, ale i jen určené přímo ke konkrétní spotřebě. K některým potřebám lze použít papírový i látkový ubrousek, avšak některé zaměnit nelze. Papírové ubrousky jsou většinou jednorázové a znovu se použít nedají. Jejich výhodou je, že se dobře rozkládají v přírodě a nezamořují ji. Tak jako poštovní známky i papírové ubrousky mají své sběratele.

## Využití

### Kosmetika
V kosmetice jsou ubrousky používané k čištění pleti či léčebným prostředkům. Některé mohou být napuštěné látkami, které pleť vyčistí a osvěží. Vlhčené ubrousky jsou vhodné i jako „poslední záchrana“, když se ocitnete se špinavýma rukama na místě, kde není jiná možnost než se utřít do nich. Tento způsob použití mohou ocenit rodiče s malými dětmi. Některé vlhčené ubrousky jsou napuštěné přímo desinfekčními roztoky, které zabrání vniknutí např. hepatitidy do těla. Může se tak hodit např. na cestách.

### Stolování
Ubrousky při stolování jsou známé už tak dlouho, že jsou dnes brány jako samozřejmost. Na západě tedy nejsou nic neobvyklého ani v restauracích nižších cenových skupin. Můžeme se setkat s ubrousky plátěnými a papírovými. Plátěné ubrousky by měly být dostatečně velké, protože si je host pokládá na kolena nebo si je zastrčí za límec aby se neušpinil od jídla.
V některých restauracích se ubrousky skládají do různých tvarů (lámání) nebo se jednoduše přeloží a vsunou do „kroužku na ubrousek“ což může připomínat jakýsi velký prstýnek. Tyto kroužky se v restauracích moc neosvědčily a používají se spíše v domácnostech s označením například jednotlivých členů rodiny.
Papírové ubrousky ke stolování jsou dnes již téměř k nerozeznání od plátěných a je stále běžné, že se do nich balí příbory v restauracích nižších cenových skupin či hospodách.
Do ubrousku, ať plátěného či papírového se nesmrká a neotírá se s ním např. pot z čela. Během jídla je plátěný ubrousek na svém místě v klíně nebo u krku a v případě nutnosti odchodu od stolu se pokládá na židli už jen z důvodu aby si na místo mezitím nikdo nesedl. Papírový ubrousek oproti tomu nepokládáme na kolena, protože je příliš lehký a mohl by se sesunout k zemi. Proto se odkládá na levou stranu od talíře.

#### Ubrousky a jejich skládání
Velké čtvercové ubrousky minulých dob ustoupily menším – dají se dobře složit a vyniknou při anglickém prostírání. Světové parametry ubrousků pro oběd či večeři jsou 40 – 50 cm a ubrousků svačinových 11 – 12 cm. Dřívější móda nabádala skládat z ubrousků k slavnostnímu pohoštění všelijaké obrazce. Dnes stačí jen vědět, že ubrousky klademe vždy na talíř nebo na levou stranu od talíře a skládáme je co nejúsporněji. Ubrousek je potřebnou součástí stolování a neměl by být nikdy příliš naškroben. Před jídlem jej pokládáme rozložený na kolena, pokud na stole nejsou k dispozici ještě papírové ubrousky, před napitím si ubrouskem lehce otřeme ústa. Po skončení jídla ubrousek jednou přeložíme a položíme jej zpět na levou stranu od talíře.

### Domácnost
V domácnostech najdeme ubrouskům uplatnění spíše jako jednorázový velmi savý papír pro úklid, který díky této vlastnosti můžeme uplatnit například při nehodách v kuchyni, ale i pro vyleštění zrcadel, utření stolu a spoustu dalších možností, které se naskytnou při nejrůznějších situacích. Takového ubrousky se prodávají ve velkých rolích.
Ubrousků je velké množství druhů: dnes se dokonce už vyrábějí ubrousky slisované do tablet, které při kontaktu s vodou nabobtnají, dají se rozložit a použít. Ale ten nejznámější, klasický ubrousek je papírový čtvercového tvaru. Může být jednovrstevný nebo vícevrstevný, bílý nebo ozdobný s potiskem. Bílý se ve většině domácností používá pro balení svačin nebo ke stolování. Barevný má spoustu možností použití. Většinou se pokládá na stůl při slavnostních chvílích jako jsou hostiny s rodinou a tak dále.

### Ostatní využití
Ubrousky lze využít na mnoho způsobů. Jako dekorace na stůl pod vázu, k výrobě dárků třeba ubrouskovou techniku, kdy lze vdechnout nový život již zašlým věcem a ke množství dalších výtvarným aktivit.

## Výroba
Papírové ubrousky, kuchyňské ubrousky a kosmetické ubrousky se vyrábí v továrnách spolu s WC papírovými ruličkami, utěrkami, ručníky a kapesníčky.

## Zajímavost
Kdysi se ubrousky pokládaly na rameno, pak na levou paži kolem krku, což šlo mnohdy velmi těžko, pokud se nosily široké a tvrdě škrobené límce.